# アンヘル・ロペス
アンヘル・ドミンゴ・ロペス・ルアノ（Ángel Domingo López Ruano、1981年3月10日 - ）は、スペインのラス・パルマス・デ・グラン・カナリア出身の元サッカー選手。元スペイン代表である。現役時代のポジションはRSB・RSH。

## 経歴
2000-01シーズン、19歳のときにデビューし、このシーズンは32試合に出場した。2001-02シーズン、UDラス・パルマスは18位でセグンダ・ディビシオンに降格した。アンヘルはクラブに残ったが、2002-03シーズンの冬の移籍期間にセルタ・デ・ビーゴに移籍した。UEFAチャンピオンズリーグ出場権を獲得し、2003-04シーズンはチャンピオンズリーグに出場したが、国内リーグではセグンダ・ディビシオンに降格した。2004-05シーズンは2位でシーズンを終え、プリメーラ・ディビシオンに返り咲いた。2005-06シーズンは6位でUEFAカップ出場権を獲得し、2006-07シーズンはUEFAカップでベスト16に進出したが、再び降格した。
2007年8月、移籍金700万ユーロ（約11億円）の5年契約でビジャレアルCFに移籍した。以後は主に右サイドバックのポジションでハビ・ベンタと併用されている。
2012年夏、クラブの2部降格に伴いレアル・ベティスへ移籍した。
2006年11月のルーマニアとの親善試合でスペイン代表デビューを果たした。

## 人物
- アイドルはミカエル・ラウドルップ[1]。
- 好きな本は『ダ・ヴィンチ・コード』。好きな映画は『ブレイブハート』で、好きな女優はジュリア・ロバーツ。好きなアーティストはレッド・ホット・チリ・ペッパーズであり、好きな楽曲はレッド・ツェッペリンの「カリフォルニア」[2]。
- ヨーグルトが好き[3]。

## 個人成績
| 国内大会個人成績 | 国内大会個人成績   | 国内大会個人成績 | 国内大会個人成績 | 国内大会個人成績 | 国内大会個人成績 | 国内大会個人成績 | 国内大会個人成績 | 国内大会個人成績 | 国内大会個人成績 | 国内大会個人成績 | 国内大会個人成績 |
| 年度             | クラブ             | 背番号           | リーグ           | リーグ戦         | リーグ戦         | リーグ杯         | リーグ杯         | オープン杯       | オープン杯       | 期間通算         | 期間通算         |
| 年度             | クラブ             | 背番号           | リーグ           | 出場             | 得点             | 出場             | 得点             | 出場             | 得点             | 出場             | 得点             |
| スペイン         | スペイン           | スペイン         | スペイン         | リーグ戦         | リーグ戦         | 国王杯           | 国王杯           | オープン杯       | オープン杯       | 期間通算         | 期間通算         |
| ---------------- | ------------------ | ---------------- | ---------------- | ---------------- | ---------------- | ---------------- | ---------------- | ---------------- | ---------------- | ---------------- | ---------------- |
| 2000-01          | UDラス・パルマス   |                  | プリメーラ       | 32               | 0                |                  |                  |                  |                  | 32               | 0                |
| 2001-02          | UDラス・パルマス   |                  | プリメーラ       | 32               | 0                |                  |                  |                  |                  | 32               | 0                |
| 2002-03          | UDラス・パルマス   |                  | セグンダ         | 17               | 1                |                  |                  |                  |                  | 17               | 1                |
| 2002-03          | セルタ・デ・ビーゴ |                  | プリメーラ       | 15               | 0                |                  |                  |                  |                  | 15               | 0                |
| 2003-04          | セルタ・デ・ビーゴ |                  | プリメーラ       | 31               | 0                |                  |                  |                  |                  | 31               | 0                |
| 2004-05          | セルタ・デ・ビーゴ |                  | セグンダ         | 41               | 2                |                  |                  |                  |                  | 41               | 0                |
| 2005-06          | セルタ・デ・ビーゴ |                  | プリメーラ       | 37               | 2                |                  |                  |                  |                  | 37               | 2                |
| 2006-07          | セルタ・デ・ビーゴ |                  | プリメーラ       | 35               | 2                |                  |                  |                  |                  | 35               | 2                |
| 2007-08          | ビジャレアルCF     |                  | プリメーラ       | 20               | 0                |                  |                  |                  |                  | 20               | 0                |
| 2008-09          | ビジャレアルCF     |                  | プリメーラ       | 21               | 0                | 1                | 0                |                  |                  | 22               | 0                |
| 通算             | スペイン           | スペイン         |                  | 281              | 7                | 1                | 0                |                  |                  | 282              | 7                |
| 総通算           |                    |                  |                  |                  |                  |                  |                  |                  |                  |                  |                  |